# بیچ هیل، بارکشر
بیچ هیل (به انگلیسی: Beech Hill) یک روستا و محله مدنی در بریتانیا است که در بارکشر غربی واقع شده‌است. بیچ هیل ۴٫۷۰ کیلومتر مربع مساحت و ۲۹۴ نفر جمعیت دارد.